# Henri De Pauw
Henri De Pauw (26 februari 1911) was een Belgisch waterpolospeler.
Henri De Pauw nam als waterpoloër drie maal succesvol deel aan de Olympische Spelen; in 1928, 1936 en 1948. In 1928 speelde hij een wedstrijd en scoorde drie goals. In 1936 speelde hij drie van de zeven wedstrijden en wist hij een bronzen medaille te winnen voor België. In 1948 werd België vierde.
Gérard Blitz · 
Pierre Coppieters · 
René Bauwens · 
Jules Brandeleer · 
Louis van Gheem · 
Joseph Malissart · 
André Mélardy · 
Henri De Pauw · 
Fernand Visser
Gérard Blitz · 
Albert Castelyns · 
Pierre Coppieters · 
Joseph De Combe · 
Henri De Pauw · 
Henri Disy · 
Fernand Isselé · 
Edmond Michiels · 
Henri Stoelen
Henri De Pauw · 
Théo-Léo De Smet · 
Emile D'Hooge · 
Fernand Isselé · 
Georges Leenheere · 
Alphonse Martin · 
Paul Rigaumont · 
Willy Simons · 